# Sega Rally 2006
Sega Rally 2006 es un videojuego de carreras desarrollado por Hitmaker y publicado por Sega para PlayStation 2. Es la tercera entrega de la década de la serie Sega Rally y se lanzó en Japón el 12 de enero de 2006. Esta versión es la primera Sega Rally no basada en una versión arcade. Sus imágenes se utilizaron en el Campeonato Mundial de Rally.

## Modos de juego
Sega Rally 2006 cuenta con tres modos de juego: Modo Carrera, Modo Arcade y el clásico Modo Contrarreloj:
- El Modo Arcade se basa en puntos de control. El piloto selecciona entre "Serie 1" (Fácil), "Serie 2" (Normal) o "Serie 3" (Difícil) para un campeonato de 4 etapas con el objetivo de alcanzar la pole position al final de la serie y convertirse en el campeón. El piloto comienza cada serie desde la posición 15 y corre en varias condiciones climáticas/diurnas predeterminadas en rondas europeas, asiáticas, africanas, norteamericanas, escandinavas o de circuito. Es posible competir en el modo Arcade con autos tuneados Profesional, Extra o Carrera. Después de completar la primera serie, se desbloquea otro conjunto de etapas como "Serie 4", "Serie 5" y "Serie 6". Superar este segundo conjunto de etapas desbloquea los tres autos "Extra" tomados del Sega Rally Championship 1995.
- Carrera es el núcleo de Sega Rally 2006 con cuatro tipos de carreras: 1 contra 1 Versus CPU, Carrera contra siete autos controlados por IA, Time Attack y Total time series Rally. El modo Carrera se divide en dos pasos: Aficionado y Profesional, cada uno con su propia serie "Abierto", "Clase 1" y "Clase 2". El "Campeonato de Rally Sega" solo está disponible una vez que el conductor se ha convertido en Profesional.

## Desarrollo
Sega inicialmente planeó la fecha de lanzamiento de PlayStation 2 para 2005 como una versión de celebración del décimo aniversario, y se llamaría "Sega Rally 2005", pero la fecha de lanzamiento se pospuso. Se han eliminado varias características del Sega Rally 2 anterior para Dreamcast, los modos multijugador Network Battle y Battle para dos jugadores ya no están disponibles. El género musical ha cambiado de Hard Rock instrumental con melodías clásicas como "Conditioned Reflex" (la música de fondo de la edición "Plus" de 1996 interpretada por el acto japonés "X-BAND") a pop impulsado por sintetizadores Lo-Fi convirtiéndose en un cambio clave. en la serie Cuando "Sega Rally 2" ofreció sonido envolvente de 3 canales, la edición de 2006 es solo estéreo/mono, lo que es un paso atrás sorprendente en una máquina compatible con Dolby Digital/Pro Logic II de 6 canales.
Además, el efecto de "niebla" representado en Sega Rally 2, que se señaló como consecuencia del uso del kit de desarrollo Windows CE, ha sido reemplazado por un fuerte efecto de "recorte". El aumento de velocidad en la vista del conductor puede explicarse por la eliminación del espejo retrovisor. El cambio también se nota dentro de la selección de autos.
Sega Rally Championship se presentó con los autos ganadores del Campeonato Mundial de Rally '92 y '94, siendo ambos autos con bandera francesa de Didier Auriol, la versión Sega Saturn agregando [[ El Stratos HF Gr4 WRC '77 oculto de Sandro Munari. Sega Rally 2 Arcade siguió este camino con cuatro autos WRC '97: Carlos Sainz's Corolla WRC, Tommi Mäkinen's Lancer Evo IV WRC, Colin Impreza WRC de McRae, 306 Maxi plus de Gilles Panizzi, Escort WRC '98 de Ari Vatanen y Stratos HF Gr4 WRC '77 de Sandro Munari. Los Celica & Delta originales de Sega Rally 1995 estaban ocultos en la versión Arcade. Debido a su modo "Campeonato de 10 años", Sega Rally 2 Dreamcast había agregado una gran cantidad de autos a los que ya estaban disponibles en Arcade. Cambio de WRC (World Rally Championship) de la FIA (Fédération Internationale de l'Automobile) con sede en Europa a ProRally del SCCA (Sports Car Club of America) con sede en América del Norte, este último que permite especificaciones más potentes, abandono de Sega Rally 2006 todos los vehículos de Sega Rally 2 para presentar una nueva selección. Los tres clásicos originales de 1995, Celica WRC '94, Delta WRC '92 y Stratos WRC '77, también se incluyen como autos adicionales ocultos. Algunos autos de clase abierta Sega Rally 2006 son el Impreza WRX ProRally '03 ganador de Pikes Peak International HillClimb de Mark Lovell (el mismo modelo que aparece en Enthusia Professional Racing), [ El Focus SVT ProRally '03 de [Tim O'Neil]] y el Lancer Evolution VIII MR ProRally '03.